# 장유 나들목
장유 나들목(Jangyu IC)은 경상남도 김해시 무계동에 걸쳐 있는 남해고속도로제2지선의 2번 교차로이다. 지방도 제1020호선과 직접 연결된 형태로, 요금소가 각 연결도로에 분산되어 있다. 김해시내 및 창원시 성산구 등지로 진출할 수 있다.

## 연혁
- 1981년 9월 4일 : 부산마산고속도로 개통과 함께 영업 개시[1]
- 1993년 4월 17일 : 나들목 개선 공사로 인해 경상남도 김해군 장유면 무계리, 산문리, 신문리 1.2km 구간 도로구역 변경[2]
- 1999년 12월 16일 : 2001년 12월까지 나들목 요금소 설치를 위해 경상남도 김해시 장유면 삼문리 ~ 무계리 200m 구간 도로구역 변경[3]
- 2001년 6월 1일 : 2001년 12월까지 나들목 요금소 설치 공사로 인해 경상남도 김해시 장유면 무계리 ~ 삼문리 4.17km 구간 도로구역 변경[4]
- 2008년 7월 16일 : 냉정 ~ 부산 구간 확장 공사로 김해시 장유도시계획시설 교통광장에 장유면 삼문리 일대를 장유 나들목으로 고시[5]

## 구조물 정보
직결램프가 포함된 클로버형 입체 교차로이며 남해고속도로제2지선 진주 방향에서 지방도 제1020호선 창원 방향으로 이어지는 램프가 직결형이다.
- 위치: 경상남도 김해시 무계동
- 영업소 : 경상남도 김해시 장유로324번길 44-43 / 경상남도 김해시 금관대로 531 / 경상남도 김해시 능동로 108 / 경상남도 김해시 삼문로59번길 19

## 만나는 도로
- 지방도 제1020호선 (금관대로)
- 국도 제58호선 (기존 시점)

## 교통량 정보
| 요금소        | 통행량 (대/일) | 통행량 (대/일) | 통행량 (대/일) | 통행량 (대/일) | 통행량 (대/일) | 통행량 (대/일) | 통행량 (대/일) | 통행량 (대/일) | 통행량 (대/일) | 통행량 (대/일) | 각주  |
| 요금소        | 2001년         | 2002년         | 2003년         | 2004년         | 2005년         | 2006년         | 2007년         | 2008년         | 2009년         | 2010년         | 각주  |
| ------------- | -------------- | -------------- | -------------- | -------------- | -------------- | -------------- | -------------- | -------------- | -------------- | -------------- | ----- |
| 장유 (폐쇄식) | 23,904         | 24,864         | 25,906         | 25,568         | 26,264         | 26,908         | 28,003         | 26,629         | 26,840         | 27,148         | [ 6 ] |
| 요금소        | 2011년         | 2012년         | 2013년         | 2014년         | 2015년         | 2016년         | 2017년         | 2018년         | 2019년         |                | [ 6 ] |
| 장유 (폐쇄식) | 27,219         | 25,831         | 25,237         | 25,137         | 28,414         | 29,433         | 30,504         | 30,371         | 30,852         |                | [ 6 ] |